# Ozorków (gmina)
Ozorków est une gmina rurale du powiat de Zgierz, Łódź, dans le centre de la Pologne. Son siège est la ville d'Ozorków, bien qu'elle ne fasse pas partie du territoire de la gmina.
La gmina couvre une superficie de 95,17 km2 pour une population de 6 540 habitants.

## Géographie
La gmina inclut les villages d'Aleksandria, Boczki, Borszyn, Cedrowice, Cedrowice-Parcela, Celestynów, Czerchów, Dybówka, Helenów, Katarzynów, Konary, Leśmierz, Małachowice, Małachowice-Kolonia, Maszkowice, Modlna, Muchówka, Opalanki, Ostrów, Parzyce, Pełczyska, Sierpów, Skotniki, Skromnica, Śliwniki, Sokolniki, Sokolniki-Las, Sokolniki-Parcela, Solca Mała, Solca Wielka, Tkaczew, Tymienica et Wróblew.
La gmina borde la ville d'Ozorków et les gminy de Góra Świętej Małgorzaty, Łęczyca, Parzęczew et Zgierz.